# Henri De Keyser
Henri De Keyser fue un deportista belga que compitió en remo. Ganó una medalla de plata en el Campeonato Europeo de Remo de 1896, en la prueba de ocho con timonel.

## Palmarés internacional
| Campeonato Europeo | Campeonato Europeo | Campeonato Europeo | Campeonato Europeo |
| Año                | Lugar              | Medalla            | Prueba             |
| ------------------ | ------------------ | ------------------ | ------------------ |
| 1896               | Ginebra (Suiza)    | Medalla de plata   | Ocho con timonel   |